# Thomas Rolfe
Pour les articles homonymes, voir Thomas et Rolfe.
Thomas Rolfe (30 janvier 1615 - vers 1675) était le seul enfant de l'Amérindienne Pocahontas et de son mari anglais John Rolfe qu'elle épousa le 5 avril 1614.

## Biographie
Thomas est né en 1615 à la plantation de John Rolfe à Jamestown en Virginie. Après avoir grandi en Angleterre, il est revenu en Virginie en 1635 puis servit dans l'armée anglaise. Il décède vers 1680.
Son seul enfant, Jane Rolfe (née le 10 octobre 1650), provenant de son mariage avec Jane Poythress, a épousé le colonel Robert Bolling en 1675 et a eu elle aussi un seul enfant, John Bolling (né le 26 janvier 1676).

## Généalogie
| John Rolfe | John Rolfe | John Rolfe | John Rolfe | John Rolfe | John Rolfe |            |            | Dorothy Mason | Dorothy Mason | Dorothy Mason | Dorothy Mason | Dorothy Mason | Dorothy Mason |              |  |  |  |  |  | Powhatan | Powhatan | Powhatan | Powhatan | Powhatan   | Powhatan   |            |            | Matatiske  | Matatiske  | Matatiske | Matatiske | Matatiske | Matatiske |  |  |  |  |  |  |  |  |  |  |  |  |  |  |  |  |  |  |  |  |  |  |  |  |  |  |
| John Rolfe | John Rolfe | John Rolfe | John Rolfe | John Rolfe | John Rolfe |            |            | Dorothy Mason | Dorothy Mason | Dorothy Mason | Dorothy Mason | Dorothy Mason | Dorothy Mason |              |  |  |  |  |  | Powhatan | Powhatan | Powhatan | Powhatan | Powhatan   | Powhatan   |            |            | Matatiske  | Matatiske  | Matatiske | Matatiske | Matatiske | Matatiske |  |  |  |  |  |  |  |  |  |  |  |  |  |  |  |  |  |  |  |  |  |  |  |  |  |  |
|            |            |            |            |            |            |            |            |               |               |               |               |               |               |              |  |  |  |  |  |          |          |          |          |            |            |            |            |            |            |           |           |           |           |  |  |  |  |  |  |  |  |  |  |  |  |  |  |  |  |  |  |  |  |  |  |  |  |  |  |
|            |            |            |            | John Rolfe | John Rolfe | John Rolfe | John Rolfe | John Rolfe    | John Rolfe    |               |               |               |               |              |  |  |  |  |  |          |          |          |          | Pocahontas | Pocahontas | Pocahontas | Pocahontas | Pocahontas | Pocahontas |           |           |           |           |  |  |  |  |  |  |  |  |  |  |  |  |  |  |  |  |  |  |  |  |  |  |  |  |  |  |
|            |            |            |            | John Rolfe | John Rolfe | John Rolfe | John Rolfe | John Rolfe    | John Rolfe    |               |               |               |               |              |  |  |  |  |  |          |          |          |          | Pocahontas | Pocahontas | Pocahontas | Pocahontas | Pocahontas | Pocahontas |           |           |           |           |  |  |  |  |  |  |  |  |  |  |  |  |  |  |  |  |  |  |  |  |  |  |  |  |  |  |
|            |            |            |            |            |            |            |            |               |               |               |               |               |               |              |  |  |  |  |  |          |          |          |          |            |            |            |            |            |            |           |           |           |           |  |  |  |  |  |  |  |  |  |  |  |  |  |  |  |  |  |  |  |  |  |  |  |  |  |  |
|            |            |            |            |            |            |            |            |               |               |               |               |               |               | Thomas Rolfe |  |  |  |  |  |          |          |          |          |            |            |            |            |            |            |           |           |           |           |  |  |  |  |  |  |  |  |  |  |  |  |  |  |  |  |  |  |  |  |  |  |  |  |  |  |

## Postérité
La famille Rolfe est considérée comme l'une des premières familles de Virginie et beaucoup d'Américains s'estiment descendants de Rolfe, y compris quelques hommes politiques[réf. nécessaire].